# San Rafael (distrito de Bellavista)
San Rafael é um distrito do Peru, departamento de San Martín, localizada na província de Bellavista.

## Transporte
O distrito de San Rafael é servido pela seguinte rodovia:
- PE-5N, que liga o distrito de Chanchamayo (Região de Junín) à Ponte Integración (Fronteira Equador-Peru) - e a rodovia equatoriana E682 - no distrito de Namballe (Região de Cajamarca)  [1][2][3]